# Бирлик (организация)
«Бирлик» (بيرليك) («Единство») — российская общественная организация, представляющая интересы ногайцев (نوغاي) . Создана в декабре 1989 года на съезде ногайского народа. Один из основателей — Б. А. Кельдасов.
Преследует цель объединения ногайцев, живущих в Ставропольском крае, Дагестане, Астраханской области, Карачаево-Черкесской и Чеченской Республике. В уставе организации заявляется, что «Бирлик» «ставит целью демократическими методами способствовать единению ногайского народа и созданию своего национального образования в составе РФ».
Председатель исполкома организации по состоянию на февраль 2010 года — Янгурчи Аджиев.